# Göttermahl
Göttermahl ist ein mythologisches Gemälde des flämischen Malers Frans Floris. Das Bild entstand ungefähr 1550 und gehört in eine Reihe vergleichbarer Gemälde des Künstlers.

## Beschreibung
Das Bild zeigt mehrere Akte von olympischen Göttern bei einem Mahl. Die Darstellungen zeigen deutlich den Stil des Manierismus, insbesondere den Stil von Floris' Vorbild Michelangelo. Seine Götter stellt er in eindeutigen Posen dar: Sie genießen Wein und Austern, geben sich aber auch recht offen der Liebe hin. Die drei als Rückenakte erkennbaren Götter am unteren Bildrand sind Herkules (mit dem Löwenfell über den Beinen), Saturn (mit der Sichel zu seinen Füßen) und Mars (mit abgelegtem Panzer und Schwert). Das Bild zeigt eine fröhliche Stimmung und vermittelt die Sehnsucht nach Frieden.
Das Bild spricht mit seinem Motiv alle Sinne an und dürfte eine entsprechende Reaktion beim Publikum hervorgerufen haben, denn Akte waren in der niederländischen Kunst jener Zeit nicht sehr verbreitet.

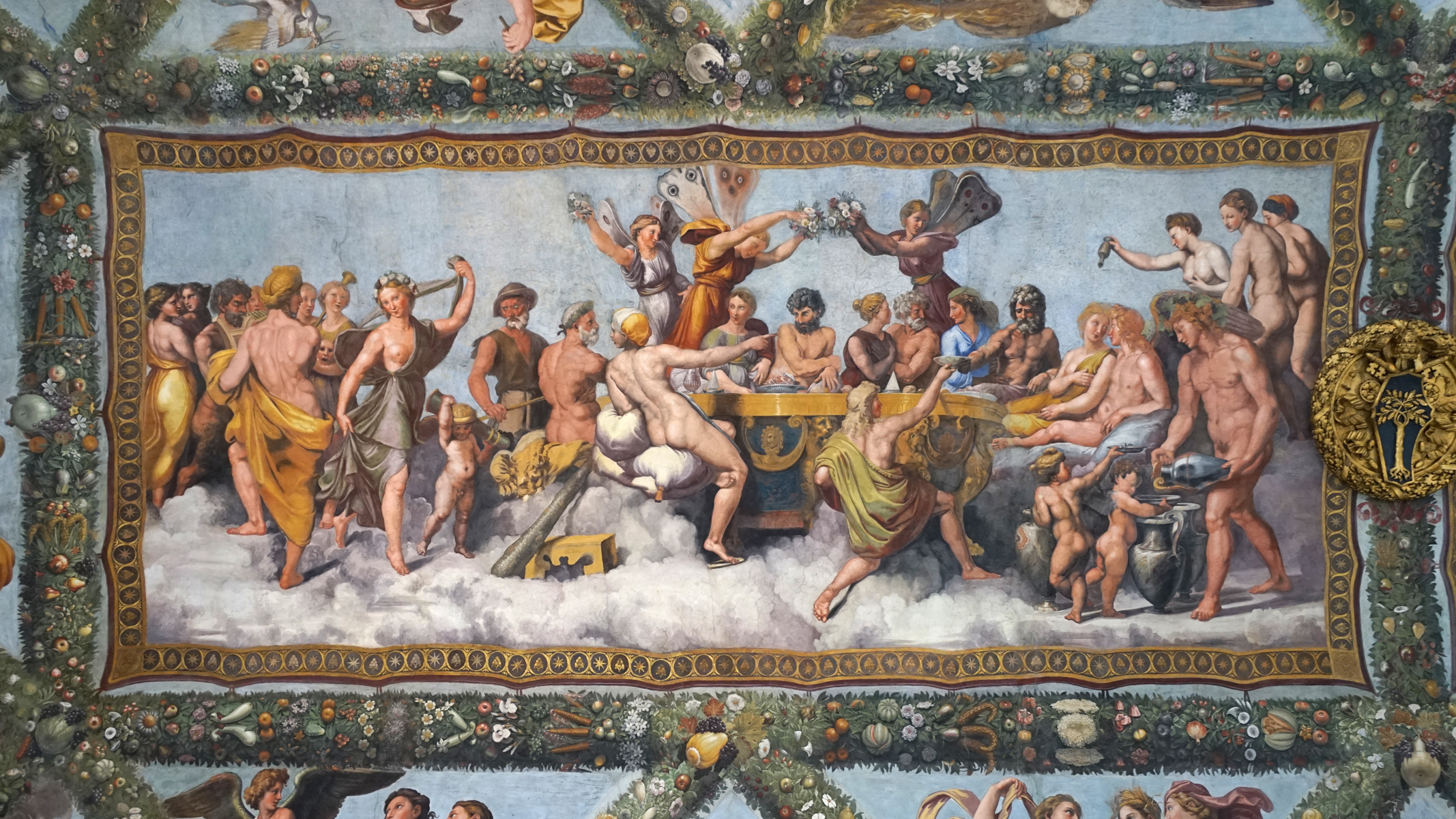
Raffael: Hochzeitsmahl von Amor und Psyche, 1518

Frans Floris: Banquet of the Gods, auch 1550

Das Thema des „Göttermahles“ geht auf das Bild Hochzeit von Amor und Psyche von Raffael zurück. Floris malte mindestens ein ähnliches Bild, das als „Banquet of the Gods“ bekannt ist.